# Хондожко, Анастасия Ивановна
Анастасия Ивановна Хондожко (25.05.1924, Черниговская область — 13.12.2000, Шостка) — бригадир цеха № 7 Шосткинского завода «Звезда».

## Биография
Родилась 25 мая 1924 года в селе Форостовичи Новгород-Северского района Черниговской области в крестьянской семье. Украинка. Окончила 7 классов в родном селе. Работала в колхозе. Хотела стать врачом, но помешала война.
В сентябре 1943 года приехала в город Шостка Сумской области. В 1944 году окончила фабрично-заводское училище. Осталась работать в училище мастером производственного обучения, была секретарем комсомольской организации.
В 1949—1978 годах, с небольшим перерывом после оформления пенсии в 1974 году, работала на Шосткинском заводе «Звезда», предприятии, которое в основном специализировалось на производстве пороха и других взрывчатых веществ. Была аппаратчицей в цехе № 5, затем — бригадиром в цехе № 7. Прошла хорошую трудовую школу под руководством мастеров смен А. Н. Щетовиной, А. И. Бурковой, Е. П. Осадчей. Стала передовиком производства. Её бригаде первой было присвоено звание «Бригада Коммунистического труда».
Цех № 7 был очень ответственный, здесь составляющие доводились до степени готового изделия. В условиях оборонного предприятия это сложно и опасно. Работа требовала большой точности, умения, внимания, надежности до самого малого. Требовательная, знающая своё дело, она умела добиваться четкого и качественного выполнения заданий, хотя работа была часто и в ночь, и с очень большой нагрузкой.
А. И. Хондожко стала инициатором внедрения и освоения в цехе новой техники. Когда несколько лет ученые отраслевого института (Государственный научно-исследовательский институт химической промышленности) работали в цехе над внедрением новой автоматической линии сборки изделий, она стала их ближайшим помощником. Её глубокие знание технического процесса производства помогли довести до кондиции внедряемую линию, это потом поставило перед работницей качественно новые задачи. Являлась опытной наставницей, внесла большой вклад в обучение и воспитание молодой рабочей смены завода. По итогам 8-й пятилетки её бригада показала высокие результаты в труде.
С 1978 года — мастер производственного обучения ПТУ № 10 города Шостка. В 1979 году была опять переведена на завод «Звезда» бригадиром. Проработала на предприятии больше 50 лет. В сентябре 1992 года вышла на заслуженный отдых. Работала на общественных началах в советах ветеранов завода и города.
Избиралась делегатом XXIV съезда КПУ, депутатом Сумского областного совета, Шосткинского городского совета, членом горкома партии.
Жила в городе Шостка. Трагически погибла 13 декабря 2000 года. Похоронена на Центральном кладбище в Шостке.

## Награды и звания
- Орден Ленина (1960-е годы)[1]
- Герой Социалистического Труда (1971)[1]
- Орден Ленина (1971)[1]
- Золотая медаль «Серп и Молот» (1971)[1]
- Медаль «За доблестный труд. В ознаменование 100-летия со дня рождения В. И. Ленина»[1]
- Медаль «Ветеран труда»[1]
- Медаль «Защитнику Отчизны»[1]
- Отличие Президента Украины[1]